# Crucea Mannerheim
Crucea Libertății Mannerheim (Finlandeză: Mannerheim-risti) este cea mai înaltă distincție militară  finlandeză. Medalia a fost introdusă după Războiul de iarnă și a fost numită după mareșalul Finlandei, Carl Gustaf Emil Mannerheim. Medalia a fost acordată „pentru vitejie extraordinară, pentru realizarea unor obiective de luptă extrem de importante sau pentru operațiuni îndeplinite într-o manieră extraordinară”.

## Istorie
Decorația face parte din Ordinul Crucea Libertății, unul dintre cele trei ordine finlandeze existente (alături de Ordinul Trandafirului Alb și Ordinul Leului Finlandez), iar cel care primește acest onor militar poartă numele de Cavaler al Crucii Mannerheim. Având în vedere faptul că prima clasă a medaliei a fost acordată doar de două ori, termenul Crucea Mannerheim se referă generic la Crucea Mannerheim clasa a II-a. 
Având aceleași criterii de acordare, Crucea Mannerheim clasa I a fost conferită doar de 2 ori: mareșalului Carl Gustaf Emil Mannerheim și generalului de infaterie Erik Heinrichs. 
Mannerheim  a acceptat Crucea Libertății la insitențele președintelui Risto Ryti, întrucât a considerat total deplasat să fie decorat cu o medalie care îi poartă numele.
În timpul războiului, Crucea Mannerheim a atras atenția publicului larg atât datorită faptului că nu era condiționată de deținerea unui anumit grad militar, cât  și pentru recompensa de 50.000 de mărci finlandeze.
Primul soldat care a primit această medalie a fost Vilho Rättö, onorat pentru distrugerea a patru tancuri inamice cu ajutorul unei puști antitanc pe care a luat-o în prealabil de la adversarii săi.
În 1942, recompensa în bani aferentă decorației militare reprezenta salariul anual al unui locotenent.
Crucea Mannerheim clasa a II-a a fost acordată unui număr de 191 de militari, toți onorați în timpul războiului. Doar 4 persoane au fost distinse cu această decorație de 2 ori.
De jure, decorația este încă activă și poate fi acordată oricărui soldat finlandez, deși este foarte puțin probabil că acest lucru să fie posibil pe timp de pace sau chiar într-un conflict minor (Decretul 550/1946 privind Ordinul Crucii Libertății).
Începând cu anul 1994, la inițiativa președintelui Martti Ahtisaari, toți Cavalerii Crucii Mannerheim în viață au fost invitați să participe la recepția oferită de președinte cu ocazia Zilei Independenței. Ca tradiție, aceștia sunt și primii care intră în sala de festivități.
Tuomas Gerdt (ns. 28 mai 1922) este singurul Cavaler al Crucii Mannerheim în viață, după ce Heikki Nykänen a decedat pe 07 decembrie 2011, a doua zi după Ziua Independenței.

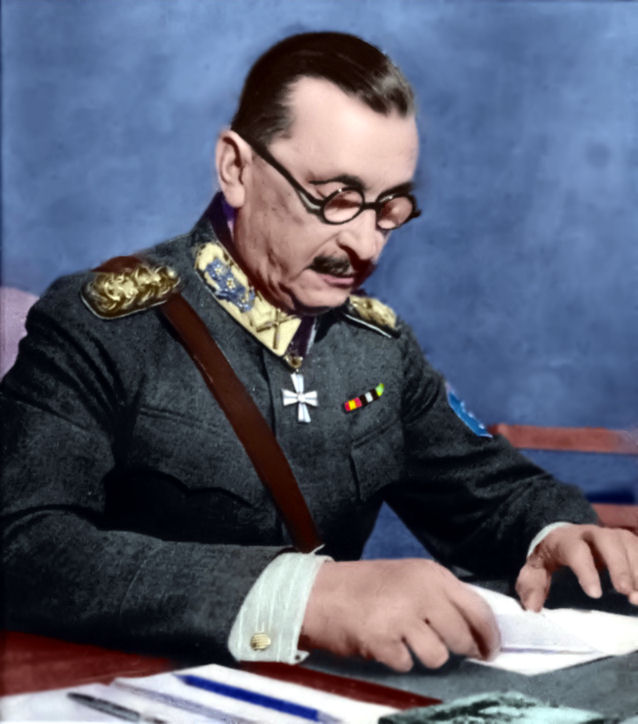
Carl Gustaf Emil Mannerheim

## Cavalerii Crucii Mannerheim

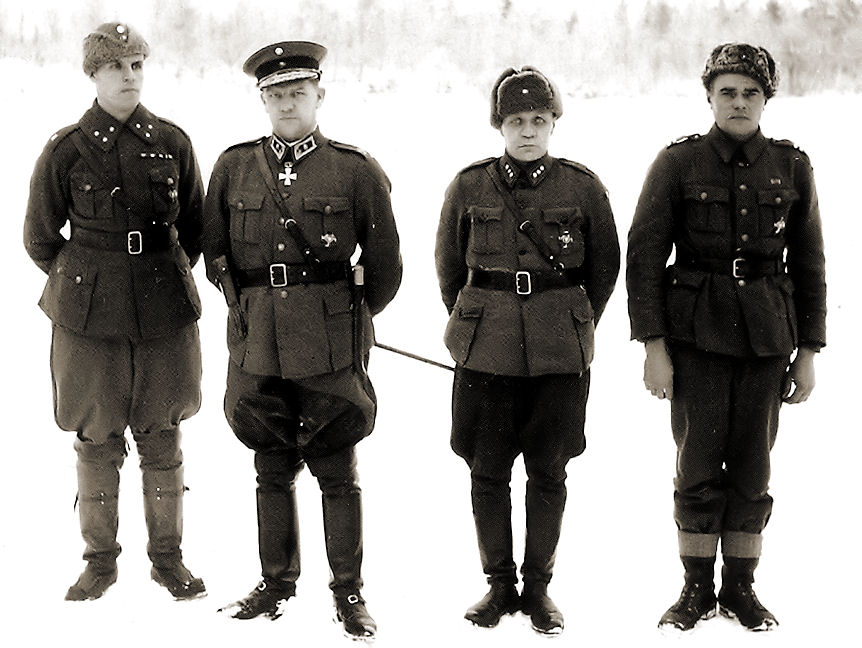
Cavaleri ai Crucii Mannerheim. De la stânga: Eero Kivelä, Aaro Pajari, Juho Posi, Vilho Rättö (1945).

Crucea Libertății Mannerheim, prima și a doua clasă:
- 18. Mannerheim, Carl Gustaf Emil, mareșal, 7 octombrie 1941 (a primit ambele clase la aceeași dată)
- 48. Heinrichs, Erik Axel, general de infanterie, 31 decembrie 1944 (a primit Crucea Libertății clasa a II-a la 5 februarie 1942).

Crucea Libertății Mannerheim a II-a clasă, conferită de două ori:
- 12. Pajari, Aaro Olavi, general, 14 septembrie 1941 și 16 octombrie 1944
- 52. Aho, John Martin, colonel, 1 martie 1942 și 16 octombrie 1944
- 56. Juutilainen, Eino Ilmari, pilot de război, 26 aprilie 1942 și 28 iunie 1944
- 116. Wind, Hans Henrik, pilot de război, 31 iulie 1943 și 28 iunie 1944.

Crucea Libertății Mannerheim, clasa a II-a – anul 1941:
- 1. Lagus, Ernst Ruben, colonel, 22 iulie 1941
- 2. Talvela, Paavo Juho, general-maior, 3 august 1941
- 3. Raappana, Erkki Johannes, colonel, 3 august 1941
- 4. Rättö, Vilho, soldat, 3 august 1941
- 5. Svensson, Antero Johannes, colonel,16 august 1941
- 6. Tuominen, Oiva Emil Kalervo, maistru de zbor, 18 august 1941
- 7. Pössi, Juho, locotenent, 29 august 1941
- 8. Sorsa, Valde Matias, caporal, 1 septembrie 1941
- 9. Kivelä, Eero Olavi, căpitan, 8 septembrie 1941
- 10. Remes, Olli, locotenent, 12 septembrie 1941
- 11. Blick, Aarne Leopold, colonel, 14 septembrie 1941
- 13. Mantere, Onni Olavi, caporal, 16 septembrie 1941
- 14. Pasanen, Emil, soldat, 26. septembrie 1941
- 15. Vehviläinen, Veikko Kalevi, caporal, 26 septembrie 1941
- 16. Iisalo, Keijo Pentti, sublocotenent, 1 octombrie 1941
- 17. Laatikainen, Taavetti, general-maior, 3 octombrie 1941
- 19. Brofeldt, Simo Antero, colonel (personal medical), 7 octombrie 1941
- 20. Mallila, Eino Ilmari, sergent, 7 octombrie 1941
- 21. Heiskanen, Kaarlo Aleksanteri, colonel, 7 octombrie 1941
- 22. Vihma, Einar August, colonel, 12 octombrie 1941
- 23. Sokka, Antti Väinö, caporal, 12 octombrie 1941
- 24. Savolainen, Tauno Toivo, caporal, 12 octombrie 1941
- 25. Kosonen, Valdemar, caporal, 16 octombrie 1941
- 26. Varstala, Matti, sublocotenent, 16 octombrie 1941
- 27. Heino, Ahti, soldat, 19 octombrie 1941
- 28. Korkkinen, Torsten Erik Einar, sublocotenent, 19 octombrie 1941
- 29. Pentti, Arvo Veikko, locotenent, 19 octombrie 1941
- 30. von Essen, Hans Olof, locotenent-colonel, 22 octombrie 1941
- 31. Mikkonen, Soini Armas, locotenent, 22 octombrie 1941
- 32. Rönkä, Oiva Vilho, sergent, 22 octombrie 1941
- 33. Salminen, Viljo Fritjof, maistru de zbor, 5 noiembrie 1941
- 34. Korpi, Paavo Armas, caporal, 13 noiembrie 1941
- 35. Viiri, Tauno Johannes, căpitan, 13 noiembrie 1941
- 36. Voutilainen, Aarre Alfred, caporal, 19 noiembrie 1941
- 37. Saarelainen, Veikko, caporal, 19 noiembrie 1941
- 38. Wenäläinen, Eino Edvin, caporal, 19 noiembrie 1941
- 39. Tamminen, Yrjö Alfons, caporal, 19 noiembrie 1941
- 40. Räsänen, Albert, locotenent, 19 noiembrie 1941
- 41. Törmälehto, Taavi Armas, jääkäri, 19 noiembrie 1941
- 42. Laine, Viljo Erik, sergent, 19 noiembrie 1941
- 43. Janhunen, Arvid Mikael, caporal, 27 noiembrie 1941
- 44. Suokas, Viljo Valtteri, sergent-major, 13 decembrie 1941
- 45. Viikla, Verner August, colonel, 15 decembrie 1941

Crucea Libertății Mannerheim, clasa a II-a – anul 1942:
- 46. Häkkinen, Toivo Nikodemus, maior, 10 ianuarie 1942
- 47. Hynninen, Jouko Untamo, maior, 14 ianuarie 1942
- 49. Hämäläinen, Jorma, locotenent, 27 februarie 1942
- 50. Honkanen, Ilmari Kalervo, locotenent, 27 februarie 1942
- 51. Autti, Pietari Aleksanteri, colonel, 1 martie 1942
- 53. Hirvi-Kunnas, Teppo Taneli, cornet (grad militar vechi, echivalent al Aspirantului), 20 aprilie 1942
- 54. Kahla, Paavo Elias, locotenent, 26 aprilie 1942
- 55. Winqvist, Rolf Robert, locotenent, 26 aprilie 1942
- 57. Moilanen, Jooseppi, sergent-major, 15 mai 1942
- 58. Matilainen, Mikko Olavi, caporal, 15 mai 1942
- 59. Kilpinen, Yrjö, caporal, 15 mai 1942
- 60. Nordgren, John Valter Voldemar, locotenent-colonel, 15 mai 1942
- 61. Laakso, Osmo Tapio, căpitan, 19 mai 1942
- 62. Hartikainen, Johannes, caporal, 19 mai 1942
- 63. Vuorensola, Ahti Kalervo, căpitan, 19 mai 1942
- 64. Kolppanen, Jaakko Jalmari, sergent, 19 mai 1942
- 65. Kousa, Sauli, plutonier, 5 iulie 1942
- 66. Kari, Kaarle Kustaa, locotenent-colonel, 5 iulie 1942
- 67. Lukkari, Aarne Reino Ilmari, maior, 5 iulie 1942
- 68. Skyttä, Lauri, sergent, 5 iulie 1942
- 69. Nissinen, Lauri Vilhelm, sublocotenent, 5 iulie 1942
- 70. Isosomppi, Feeli Johannes, sergent (personal medical), 17. iulie 1942
- 71. Ahola, Johan Aarne Einari, locotenent, 17. iulie 1942
- 72. Alakulppi, Olavi Eelis, locotenent, 17. iulie 1942
- 73. Toffer, Caj Edvard Ferdinand, căpitan, 21. iulie 1942
- 74. Korpi, Reino Kalervo, locotenent, 9 august 1942
- 75. Seppänen, Aaro, locotenent, 9 august 1942
- 76. Lehtonen, Kaarlo Veikko Tapani, sublocotenent, 9 august 1942
- 77. Laukkanen, Hugo, sergent-major, 9 august 1942
- 78. Similä, Johan Kustaa, caporal, 9 august 1942
- 79. Penttilä, Eino Valfrid, locotenent, 19 august 1942
- 80. Polón, Berndt Eino Edvard, locotenent-colonel, 23. august 1942
- 81. Koli, Paavo Olavi, locotenent, 23. august 1942
- 82. Kojo, Leo Johannes, sergent-major, 23. august 1942
- 83. Laitinen, Kaarlo Kullervo, sergent, 23. august 1942
- 84. Kokko, Lauri Albin, locotenent, 31 august 1942
- 85. Nuotio, Paavo Konstantin, sublocotenent, 31 august 1942
- 86. Sippola, Ahto Kullervo Kaj, sublocotenent, 31 august 1942
- 87. Mörö, Arvo, plutonier, 31 august 1942
- 88. Suoranta, Paavo Lauri Matias, plutonier, 31 august 1942
- 89. Ovaska, Toivo Johannes, caporal, 31 august 1942
- 90. Maunula, Auvo Herman Toivo, maior, 8. septembrie 1942
- 91. Keinonen, Yrjö Ilmari, căpitan, 8. septembrie 1942
- 92. Karhunen, Jorma, căpitan, 8. septembrie 1942
- 93. Lindblad, Tor Robert, locotenent, 8. septembrie 1942
- 94. Korte, Toivo, sublocotenent, 8. septembrie 1942
- 95. Gerdt, Kaiho Tuomas Albin, sergent, 8. septembrie 1942
- 96. Puroma, Albert Aleksander, colonel, 18. octombrie 1942
- 97. Laaksonen, Sulo Eero, colonel, 6 noiembrie 1942
- 98. Karu, Veikko Johannes, căpitan, 6 noiembrie 1942
- 99. Vorho (Vallebro), Antti , plutonier, 6 noiembrie 1942
- 100. Manninen, Toivo Kaarlo, sergent, 6 noiembrie 1942
- 101. Paajanen, Paavo, caporal, 6 noiembrie 1942
- 102. Nordin, Arvid Oskar, caporal, 6 noiembrie 1942
- 103. Winell, Claës, general-maior, 12 decembrie 1942

Crucea Libertății Mannerheim, clasa a II-a – anul 1943:
- 104. Arho, Jouko Olavi Kaarlo, locotenent-comandor, 8 martie 1943
- 105. Kivilinna, Osmo Kullervo, căpitan, 8 martie 1943
- 106. Ek, Rolf Birger, căpitan, 8 februarie 1943
- 107. Korhonen, Niilo Juhani, locotenent, 8 martie 1943
- 108. Ovaskainen, Toimi, plutonier adjutant șef, 8 martie 1943
- 109. Storbacka, Harald, sergent-major, 8 martie 1943
- 110. Schadewitz, Einar, plutonier, 10 februarie 1943
- 111. Pirhonen, Jouko Kalevi Esaias, căpitan, 4 iunie 1943
- 112. Leskinen, Veikko Kullervo, locotenent, 4 iunie 1943
- 113. Moisander, Leevi Veli, sergent-major, 4 iunie 1943
- 114. Liikkanen, Arvi Anton, sergent, 4 iunie 1943
- 115. Laisi, Eino, caporal, 4 iunie 1943
- 117. Puustinen, Timo Johannes, maior, 1 august 1943
- 118. Nykänen, Kaarlo Heikki, locotenent, 1 august 1943
- 119. Määttänen, Onni Henrik, sergent-major, 1 august 1943
- 120. Pöllä, Mikko, plutonier, 1 august 1943
- 121. Tuomela, Oiva Olavi, sergent, 1 august 1943
- 122. Oksala, Unto Johannes, maistru de zbor, 21 noiembrie 1943
- 123. Heino, Lauri Aleksanteri, sergent, 21 noiembrie 1943
- 124. Sandroos, Sakari August, caporal, 21 noiembrie 1943
- 125. Korpi, Erkki Matias, soldat, 21 noiembrie 1943.

Crucea Libertății Mannerheim, clasa a II-a – anul 1944:
- 126. Turkka, Kauno Josef Vilhelm, locotenent-colonel, 16 ianuarie 1944
- 127. Luukkanen, Eino Antero, maior, 18 iunie 1944
- 128. Kuiri, Auno Johannes, locotenent-colonel, 19 iunie 1944
- 129. Magnusson, Gustaf Erik, locotenent-colonel, 26 iunie 1944
- 130. Martola, Ilmari Armas-Eino, general-maior, 26 iunie 1944
- 131. Oesch, Karl Lennart, general-locotenent, 26 iunie 1944
- 132. Kvikant, Carl-Birger Valdemar, căpitan, 26 iunie 1944
- 133. Aulanko, Olli Sakari, locotenent, 26 iunie 1944
- 134. Tuomala, Kauko Hans Villiam, caporal, 27 iunie 1944
- 135. Leppänen, Eero Kaarlo Olavi, maior, 27 iunie 1944
- 136. Kausti, Esko, locotenent, 1 iulie 1944
- 137. Kuvaja, Eino Hjalmar, maior, 4 iulie 1944
- 138. Seppänen, Eero, soldat, 4 iulie 1944
- 139. Ekholm, Gregorius, locotenent, 9 iulie 1944
- 140. Kiiveri, Eino, caporal, 9 iulie 1944
- 141. Kärpänen, Heikki, caporal, 9 iulie 1944
- 142. Lehtovaara, Urho Sakari, maistru de zbor, 9 iulie 1944
- 143. Toivio, Veikko Eerikki, maior, 9 iulie 1944
- 144. Törni, Lauri Allan, locotenent, 9 iulie 1944
- 145. Väisänen, Ville, caporal, 12 iulie 1944
- 146. Ripatti, Eino Juhana, sublocotenent, 12 iulie 1944
- 147. Oinonen, Erkki Olavi, plutonier, 18 iulie 1944
- 148. Puolamäki, Asser Ensio, plutonier, 18 iulie 1944
- 149. Honkaniemi, Toivo Nikolai, locotenent, 20. iulie 1944
- 150. Nurmi, Martti August, plutonier, 23 iulie 1944
- 151. Paronen, Tauno Ilmari, căpitan, 22 august 1944
- 152. Miettinen, Martti Juho, locotenent-colonel, 2 octombrie 1944
- 153. Veikkanen, Arvo Emanuel, plutonier, 2 octombrie 1944
- 154. Kirppu, Toivo, caporal, 2 octombrie 1944
- 155. Ilomäki, Toivo Osmo, caporal, 2 octombrie 1944
- 156. Valkonen, Pentti Pekka, maior, 7 octombrie 1944
- 157. Halsti, Wolfgang Hallstén, locotenent-colonel, 16 octombrie 1944
- 158. Loimu, Vilho Jalo Kalervo, locotenent-colonel, 16 octombrie 1944
- 159. Airo, Aksel Fredrik, general-locotenent, 18 noiembrie 1944
- 160. Tapola, Kustaa Anders, general-maior, 18 noiembrie 1944
- 161. Walden, Karl Rudolf, general de infanterie, 2 decembrie 1944
- 162. Ehrnrooth, Adolf Erik, colonel, 4 decembrie 1944
- 163. Marttinen, Alpo Kullervo, colonel, 4 decembrie 1944
- 164. Ahola, Arvo, maior, 21 decembrie 1944
- 165. Anttila, Allan Sylvester, sergent, 21 decembrie 1944
- 166. Anttonen, Mikko Johannes, sergent, 21 decembrie 1944
- 167. Hämäläinen, Väinö Albin, sergent, 21 decembrie 1944
- 168. Iisalo, Tauno Veikko Ilmari, căpitan, 21 decembrie 1944
- 169. Karjalainen, Esa Ukko, sergent-major, 21 decembrie 1944
- 170. Katajainen, Nils Edvard, sergent-major, 21 decembrie 1944
- 171. Koivu, Timo Joel, locotenent, 21 decembrie 1944
- 172. Laihiala, Eino, locotenent, 21 decembrie 1944
- 173. Lehtikangas, Aapo Aulis, plutonier, 21 decembrie 1944
- 174. Pikkarainen, Vilho Antero, plutonier, 21 decembrie 1944
- 175. Puhakka, Risto Olli Petter, căpitan, 21 decembrie 1944
- 176. Rytöniemi, Jaakko Esko, caporal, 21 decembrie 1944
- 177. Salonen, Aarne Kaarle Valtteri, sergent, 21 decembrie 1944
- 178. Sipiläinen, Valter, soldat, 21 decembrie 1944
- 179. Suhonen, Tauno, caporal, 21 decembrie 1944
- 180. Tanttu, Pauli Veikko, caporal, 21 decembrie 1944
- 181. Vyyryläinen, Viljo Ilmari, caporal, 21 decembrie 1944
- 182. Äijö, Lauri Alfred, locotenent, 21 decembrie 1944
- 183. Siilasvuo, Hjalmar Fridolf, general-locotenent, 21 decembrie 1944.

Crucea Libertății Mannerheim, clasa a II-a – anul 1945:
- 184. Nenonen, Vilho Petter, general (de artilerie), 8 ianuarie 1945
- 185. Hänninen, Antti Vilho Valmis Voitto, maior, 10 februarie 1945
- 186. Kiiskinen, Jouko Paavo Olli, căpitan, 10 februarie 1945
- 187. Korhonen, Toivo Johannes, locotenent, 10 februarie 1945
- 188. Linnakko, Kaarlo Olavi, locotenent, 10 februarie 1945
- 189. Kajatsalo (Salo), Kaarlo Viljam, căpitan, 10 februarie 1945
- 190. Vilanti, Kauko Johannes, căpitan, 10 februarie 1945
- 191. Laakso, Viljo Aukusti, locotenent-colonel, 7 mai 1945.

## Literatură
fi 
- Ilmari Hurmerinta: Mannerheim-ristin ritarien säätiö 50 vuotta
- Seppo Porvali: Marskin ritarit. 191 ihmiskohtaloa
- Mauri Sariola: Viimeiset ritarit
- Pentti Iisalo: Ritarivänrikit
- Tapio Sadeoja (toim.): Marskin ritarit: Ilta-Sanomien erikoislehti 3.11.2011